# Här, nära
Här, nära är en psalm med text och musik skriven av Jan Mattsson 1984. Den handlar om att Gud alltid är nära och känner oss väl på ett okonstlat sätt.
Text och musik är upphovsrättsligt skyddade.

## Publicerad i
- Psalmer och Sånger 1987 som nummer 825 under rubriken "Att leva av tro - Bönen".[1]